# Бешлиј (Бузау)
Бешлиј (рум. Beșlii) насеље је у Румунији у округу Бузау у општини Манзалешти. Oпштина се налази на надморској висини од 390 m.

## Становништво
Према подацима из 2002. године у насељу је живело 373 становника, од којих су сви румунске националности.